# Milleker Bódog
Milleker Bódog (Versec, 1858. január 14. – Salzburg, Ausztria, 1942. április 26.) régész, helytörténész

## Élete
Milleker Bódog (Félix) 1858. január 14-én született a Temes vármegyei Versec-en.
1877-ben szerzett tanírói oklevelet Szegeden, majd 1878-tól Fehértemplomban, 1883-tól Versecen lett tanító. 1877-től foglalkozott rendszeresen helytörténeti és régészeti kutatásokkal. Megszervezte a verseci városi múzeumot és könyvtárat. 1894-től múzeumőr és a könyvtár kezelője is lett. Munkája során közel tizennégyezer, főleg őskori tárgyat gyűjtött össze és összeállította a délvidéki régészeti leletek forrásjegyzékét is.
A szakfolyóiratokban régészeti, helytörténeti, földrajzi cikkei jelentek meg. Számos önálló műve magyar és német nyelven ismegjelent.

## Főbb művei
- Versecz szab. kir. város története, (Budapest, 1886) (magyarul, németül és szerbül is megjelent)
- Délmagyarország őskori régiségleletei (Temesvár, 1891)
- Délmagyarország a rómaiak alatt (Temesvár, 1893)
- Délmagyarország régiségleletei a honfoglalás előtti időkből (I – II., Temesvár, 1897 – 1906)
- A vattinai őstelep (Temesvár, 1905)
- Nagy-Zsám története : 1370-1909 (Temesvár, 1909)
- A törököknek első betörései Délmagyarországba Zsigmond és Albert királyok idejében és Keve és Krassó vármegyék megszűnése, 1393 – 1439 (Temesvár, 1914)
- Kulturgeschichte der Deutschen im Banat, 1716-1918 (Versec, 1930)